# Мертензия мелкопильчатая
Мертензия мелкопильчатая (лат. Mertensia serrulata) — вид травянистых растений рода Мертензия (Mertensia) семейства Бурачниковые (Boraginaceae).

## Ботаническое описание
Многолетнее травянистое растение высотой 20—35 см. Корневище тонкое, ползучее. Стебель простой, в соцветии ветвистый.
Прикорневые листья 3—5 см, яйцевидные, с короткими щетинками по краю, на длинных черешках. Стеблевые листья более крупные, сидячие, яйцевидные.
Соцветие — зонтиковидный завиток. Цветки на цветоножках, синего цвета. Венчик длиной 8—10 мм; отгиб венчика воронковидный, по длине равный трубке. Цветет в июле — начале августа..

## Распространение и среда обитания
Обитает в лесном поясе и высокогорьях на высоте 450—1900 м над уровнем моря, на каменистых берегах ручьёв и рек, замшелых скалах и щебнистых осыпях.
Ареал: эндемик северной Бурятии. Известны местонахождения вида на Баргузинском, Икатском, Южно-Муйском и Северо-Муйском хребтах.

## Охранный статус
Занесена в Красную книгу России и региональную Красную книгу Бурятии. Лимитирующим фактором является низкая конкурентоспособность вида.